# Nicolas Sanguin
Pour les articles homonymes, voir Sanguin.
Nicolas Sanguin (né à Paris vers 1580, mort à Paris le 15 juillet 1653) fut évêque de Senlis  de 1622 à 1651.

## Biographie
Nicolas Sanguin appartient à une influente famille de magistrats parisiens. Il est le fils de Jacques II Sanguin, seigneur de Livry, conseiller au Parlement de Paris et Prévôt des marchands de Paris de 1609 à 1612 et de Marie du Mesnil. Il commence ses études au collège de Navarre puis obtient une licence in utroque jure. Nicolas est seigneur de Bonneuil, conseiller-clerc au Parlement de Paris le 20 juillet 1612. Ordonné prêtre en avril 1620 il est chanoine de Notre-Dame de Paris.
Après la démission du cardinal François de La Rochefoucauld, il est nommé évêque de Senlis en 1622, confirmé par bulles pontificales le 19 septembre il est consacré en 1623 par le cardinal François d’Escoubleau de Sourdis, archevêque de Bordeaux.
Le début de son  épiscopat est marqué par le dévouement dont il fait preuve lors de la peste qui sévit à Senlis en 1625-1626 mais sa grande œuvre reste la fondation dans sa cité épiscopale du Monastère de la présentation de Notre-Dame suivant la règle de saint Augustin, destiné à l'éducation des jeunes files. Son projet est approuvé par bulle du pape Urbain VIII le 4 janvier 1628. Il acquiert des maisons et des terrains près de l'abbaye Saint-Vincent de Senlis en 1630 et les religieuses s'y établissent à partir de 1632 rejointes  en 1635 par ses deux sœurs déjà religieuses Madeleine (1591 † 1670) se démet en 1662 et Marie-Pacifique (1597 † 1674)  qui en seront successivement les supérieures. L'église est édifiée à partir de 1639 et dédiée en 1645. Il réforme également en 1638 le prieuré  Saint-Maurice de Senlis. Nicolas Sanguin est aussi associé par son prédécesseur à ses travaux relatifs à la réforme de l'abbaye de Saint-Denis. Il refuse les archevêché d'Arles et d'Embrun qui lui sont proposés et décide en 1651 de renoncer à son évêché de Senlis en faveur de son neveu Denis Sanguin de Livry.
Il meurt à Paris le 15 juillet 1653 et son corps est rapporté à Senlis et inhumé dans sa fondation .